# 1836
1836 (MDCCCXXXVI) a fost un an bisect al calendarului gregorian, care a început într-o zi de vineri.

## Evenimente

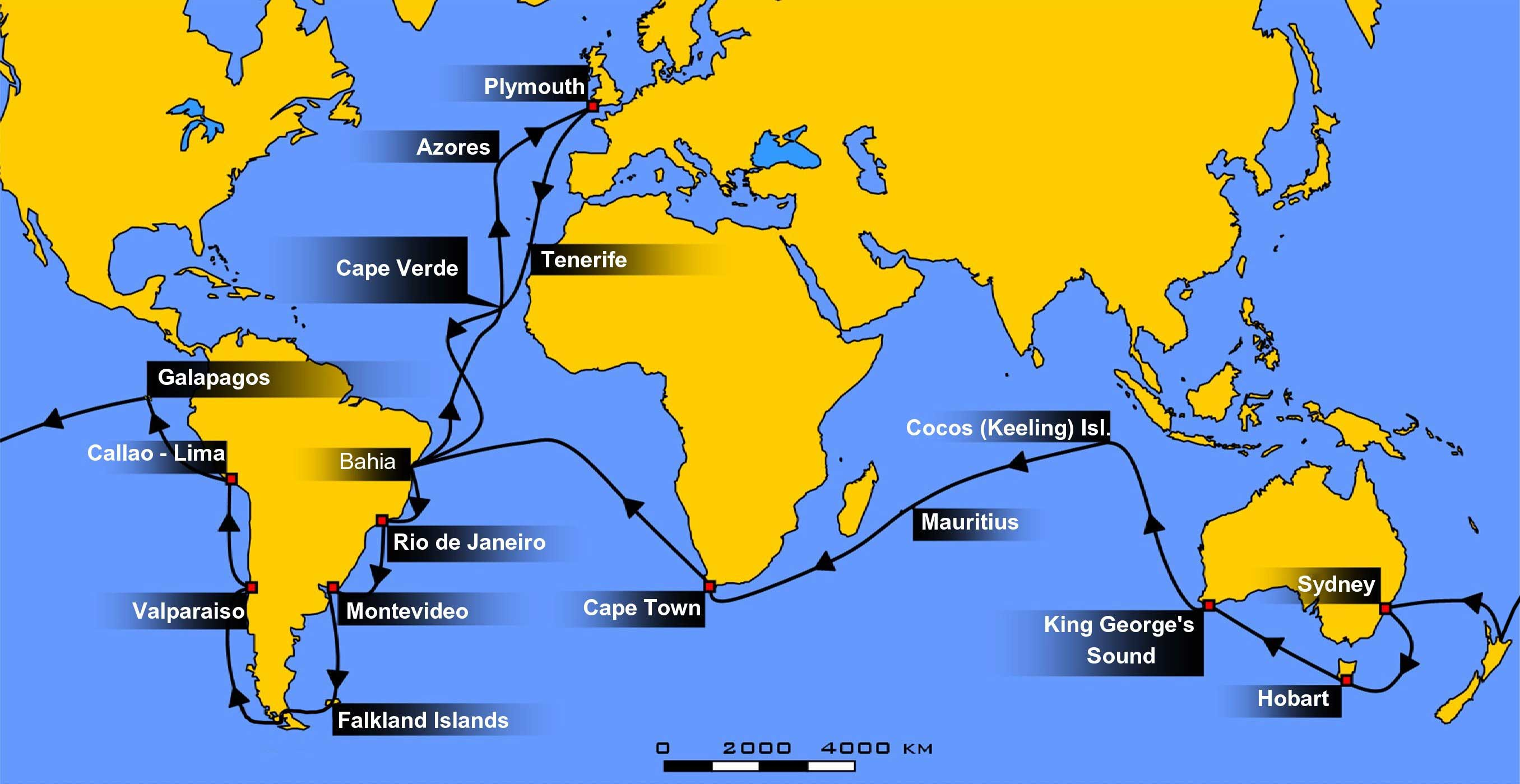
2 octombrie: Charles Darwin se întoarce în Anglia la bordul vasului Beagle cu date biologice pe baza cărora va dezvolta teoria evoluționistă, după ce a părăsit America de Sud la 17 august.

### Ianuarie
- 1 ianuarie: Regina Maria a II-a a Portugaliei se căsătorește cu Prințul Ferdinand Augustus de Saxa-Coburg-Gotha.
- 12 ianuarie: Vasul Beagle cu Charles Darwin la bord ajunge la Sydney.

### Martie
- 6 martie: Revoluția Texană: Se termină Bătălia de la Alamo cu victoria mexicană.

### Aprilie
- 22 aprilie: Revoluția Texană: Forțele conduse de generalul texan Sam Houston capturează pe generalul mexican Antonio López de Santa Anna.

### Iunie
- 6 iunie: Frederic Augustus al II-lea al Saxoniei își începe domnia după moartea unchiului său, regele Anton.
- 15 iunie: Arkansas este admis ca cel de-al 25-lea stat al Statelor Unite.

### Septembrie
- 5 septembrie: Sam Houston este ales primul președinte al Republicii Texas.

### Octombrie
- 2 octombrie: Charles Darwin se întoarce în Anglia la bordul vasului Beagle cu date biologice pe baza cărora va dezvolta teoria evoluționistă, după ce a părăsit America de Sud la 17 august.

### Noiembrie
- 28 noiembrie: Fondarea Universității din Londra.

### Decembrie
- 7 decembrie: Alegeri prezidențiale în Statele Unite: democratul Martin Van Buren îl învinge pe William Henry Harrison.
- 28 decembrie: Spania recunoaște independența Mexicului.

### Nedatate
- ianuarie: Întrucât pe piața românească circulau peste 80 de monede (galbeni turcești, austrieci, olandezi, franci, creițari, sorcoveți, ruble, irmilici etc), s-a încercat reglementarea situației, moneda oficială devenind ducatul austro-olandez și sorcovețul ca submultiplu. Leul se menține ca monedă de socoteală.
- iulie: La examenul de sfârșit de an de la Colegiul Sf.Sava participă și Alexandru Vodă Ghica. Din 865 de elevi au promovat 575, 290 fiind declarați repetenți. Se acordă 33 de premii I (printre care și lui Nicolae Bălcescu și Dimitrie Bolintineanu), 33 de premii II și 21 de mențiuni.

## Arte, știință, literatură și filozofie
- A fost înființat la Iași Conservatorul Filarmonic și Dramatic, sub direcția lui Gheorghe Asachi, spătarului Vasile Alecsandri (tatăl) și a vornicului Ștefan Catargiu; și-a încheiat activitatea în 1840.
- Hans Christian Andersen scrie The Little Mermaid (Mica sirenă).

## Nașteri
- 4 ianuarie: Prințesa Ana de Saxonia, Mare Ducesă Ereditară de Toscana (d. 1859)
- 13 ianuarie: Giuseppe Abbati, pictor italian (d. 1868)
- 14 ianuarie: Henri Fantin-Latour, pictor francez (d. 1904)
- 16 ianuarie: Francisc al II-lea al Celor Două Sicilii (d. 1894)
- 27 ianuarie: Leopold von Sacher-Masoch, scriitor austriac (d. 1895)
- 16 februarie: Bogdan Petriceicu-Hașdeu, filolog român (d. 1907)
- 17 februarie: Gustavo Adolfo Bécquer, poet spaniol (d. 1870)
- 18 februarie: Ramakrishna, filosof mistic indian (d. 1886)
- 21 februarie: Léo Delibes, compozitor francez (d. 1891)
- 24 februarie: Winslow Homer, pictor american (d. 1910)
- 31 martie: Adolf Ágai, scriitor, jurnalist, redactor maghiar de origine evreiască și poloneză (d. 1916)
- 18 aprilie: Nicolae Densusianu, jurist și istoric român  (d. 1911)
- 7 mai: Joseph Gurney Cannon, politician american (d. 1926)
- 17 mai: Prințesa Ana a Prusiei (d. 1918)
- 17 mai: Norman Lockyer, astronom englez (d. 1920)
- 28 mai: Alexander Mitscherlich, chimist german (d. 1918)
- 9 iunie: Elizabeth Garrett Anderson, prima femeie-medic din Marea Britanie (d. 1917)
- 9 iulie: Sofia de Nassau, soția regelui Oscar al II-lea al Suediei și Norvegiei (d. 1913)
- 20 iulie: Sir Thomas Clifford Allbutt, medic și inventator englez (d. 1925)
- 3 august: Greene Vardiman Black, medic american (d. 1915)
- 23 august: Marie Henriette de Austria, soția regelui Leopold al II-lea al Belgiei (d. 1902)
- 25 august: Bret Harte, scriitor american (d. 1902)
- 7 septembrie: Henry Campbell-Bannerman, prim-ministru al Marii Britanii (1905-1908), (d. 1908)
- 15 octombrie: James Tissot (n. Jacques-Joseph Tissot), artist francez (d. 1902)

## Decese
- 21 ianuarie: Maria Christina de Savoia (n. Maria Christina Carlotta Giuseppina Gaetana Elisa di Savoia), 23 ani, prima soție a regelui Ferdinand al II-lea al celor Două Sicilii (n. 1812)

- 27 ianuarie: Wilhelmine de Baden (n. Wilhelmine Luise von Baden), 47 ani, Mare Ducesă de Hesse și de Rin (n. 1788)
- 2 februarie: Letizia Ramolino (n. Maria Letizia Ramolino), 85 ani, mama împăratului Napoleon I al Franței (n. 1750)
- 20 aprilie: Ioan I Iosif, prinț de Liechtenstein (n. Johann Baptist Joseph Adam Johann Nepomuk Alois Franz de Paul), 75 ani (n. 1760)
- 6 iunie: Regele Anton al Saxoniei (n. Anton Clemens Theodor Maria Joseph Johann Evangelista Johann Nepomuk Franz Xavier Aloys Januar), 80 ani (n. 1755)
- 10 iunie: André-Marie Ampère, 61 ani, fizician și matematician francez (n. 1775)
- 28 iunie: James Madison (n. James Madison, jr.), 85 ani, al 4-lea președinte al SUA (1809-1817), (n. 1751)
- 17 august: Carol de Hesse, 91 ani, membru al Casei de Hesse-Kassel și general danez (n. 1744)
- 21 august: Claude-Louis Navier (n. Claude Louis Marie Henri Navier), 51 ani, inginer și fizician francez (n. 1785)
- 6 noiembrie: Regele Charles X al Franței, 79 ani (n. 1757)
- 7 decembrie: Prințesa Louise a Prusiei, 66 ani (n. 1770)